# Viktor Gavrikov
Viktor Gavrikov, né le 29 juillet 1957 à Criuleni en République socialiste soviétique moldave et mort le 27 avril 2016 à Bourgas en Bulgarie, est un joueur d'échecs lituanien qui joua pour la fédération suisse de 1993 à 1997.

## Biographie
Ayant appris le jeu d'échecs en 1969, Gavrikov remporta le championnat de Lituanie en 1978 et obtint le titre de grand maître international en 1984. Il finit deuxième du championnat d'URSS en 1985 (à égalité de points avec le vainqueur).
Après l'effondrement de l'Union soviétique, il émigre en Suisse. Il y remporte le Festival d'échecs de Bienne en 1994, et le championnat national suisse à Arosa en 1996.
Il finit premier ex aequo avec Viktorija Cmilyte au championnat de Lituanie en 2000.

## Performances
- 1978 : champion de Lituanie, ex æquo avec Gintautas Piešina
- 1985 :
  - 1er-3e du championnat d'URSS ex aequo avec Aleksandr Tchernine et Mikhaïl Gourevitch (ce dernier fut déclaré vainqueur après départage) ;
  - quatrième ex aequo au tournoi interzonal de Tunis
- 1988 : vice-champion du monde de parties rapides à Mazatlán (Mexique).
- 1989 : vainqueur du tournoi à Berlin-Ouest
- 1990 : vainqueur du Festival d'échecs de Bienne
- 1991 : vainqueur à Genève
- 1994 : vainqueur de l'open du festival de Bienne
- 1996 : champion de Suisse à Arosa
- 2000 : 1er-6e du championnat de Lituanie, troisième au départage[2].

En avril 2008, il avait un classement Elo de 2 513 et occupait la quatrième place au classement lituanien.